# Pennatula pearceyi
Pennatula pearceyi är en korallart som beskrevs av Rudolf Albert von Kölliker 1880. Pennatula pearceyi ingår i släktet Pennatula och familjen Pennatulidae. Inga underarter finns listade i Catalogue of Life.